# イーフェニックス
株式会社イーフェニックスは、日本の出版社。

## 概要
インコや文鳥などの鳥関連の書籍とカレンダーを中心に、児童書や一般書も出版している。

## 沿革
- 2007年 - 新宿区新宿にて7月に会社設立[1]。
- 2009年 - 鳥カレンダーの発売を開始[1]。

## 主な出版書

### 鳥関連の図書
- 『beauty in the nature : セキセイインコ、オカメインコが住むオーストラリアの大地 : オーストラリア鳥図鑑』岡本勇太(2012年)[4]
- 『鳩胸退屈文鳥』汐崎隼(2012年)[4]
- 『にわとりこいちゃん : インコ時々ニワトリ。ちょっと切ない現実も』さちよん(2013年)[4]
- 『ふくふくオカメインコ １～2』新子友子(2013年、2014年)[4]
- 『いいちこインコ : とある焼酎 (の箱) 好きオカメインコの日常』花沢りん吉(2014年)[4]
- 『鳥の専門家が書いたセキセイインコの飼育本 : 強くて元気なセキセイインコと長く暮らすために』メイトマン(2015年)[4]
- 『鳥クラスタに捧ぐ鳥4コマ : オカメインコから文鳥ヨウム等など鳥づくし♪ : 鳥4コマ&コミックエッセイ １～6』よしだかおる(2012年～2016年)[4]
- 『とりカフェさんぽ : ♪鳥くんが行く、鳥とふれあえる関東エリアの「とりカフェ」30軒!』♪鳥くん 文・写真(2016年)[4]
- 『鳥・ストーリー : 鳥漫画家とその妻が北海道で鳥ざんまい!』よはきて・エウ(2017年)[4]
- 『よしだのお家のおとりさま : オカメインコから文鳥ヨウム等など鳥づくし♪』よしだかおる(2018年)[4]

### 鳥カレンダー
- コンパニオンバード・鳥写真・カレンダー2022 （Amazon.co.jp 限定　ISBN 978-4908112485 ）[3]
- オカメインコ鳥写真カレンダー2022 （Amazon.co.jp 限定　ISBN 978-4908112492 ）[3]
- セキセイインコ・鳥写真カレンダー 2022 （Amazon.co.jp 限定　ISBN 978-4908112515 ）[3]
- 文鳥・鳥写真カレンダー2021 （Amazon.co.jp 限定　ISBN 978-4908112454 ）[3]

### 児童書・一般書
- 牧瀬かおる の著作[4]『おつきたん見てる?』(2011年)『万華鏡の少女』(2012年)『幸せを運ぶ腹話術人形げんちゃんとダイスケ』(2018年)
- 飯田武郎『D・H・ロレンス文学にみる生命感 : 自然、生命、神秘』(2011年)[4]